# TREC
TREC (Text Retrieval Conference) — серия конференций, сконцентрированных на исследовании различных областей информационного поиска и их задач. Конференция поддерживается NIST и ARDA, расположенных в США, начиная с 1992. Целью TREC является поддержка исследований сообщества информационного поиска с помощью предоставления инфраструктуры, необходимой для развития его технологий.
В ноябре 1992 года, как часть TIPSTER Text Program, прошла первая TREC. Её главной целью являлось изучение существующих подходов к поиску текста в больших массивах текстов. Коллекция текстов содержала около 1 млн. документов (около 3 Гб данных). У участников конференции был ровно месяц, чтобы обработать запросы. Ручную обработку текстового материала тогда осуществить было невозможно из-за большого объема данных (в отличие от Granfield Test, проводимого ранее), поэтому здесь поиск релевантных запросам документов был впервые автоматизирован.